# Woldemar Friedrich Krüger

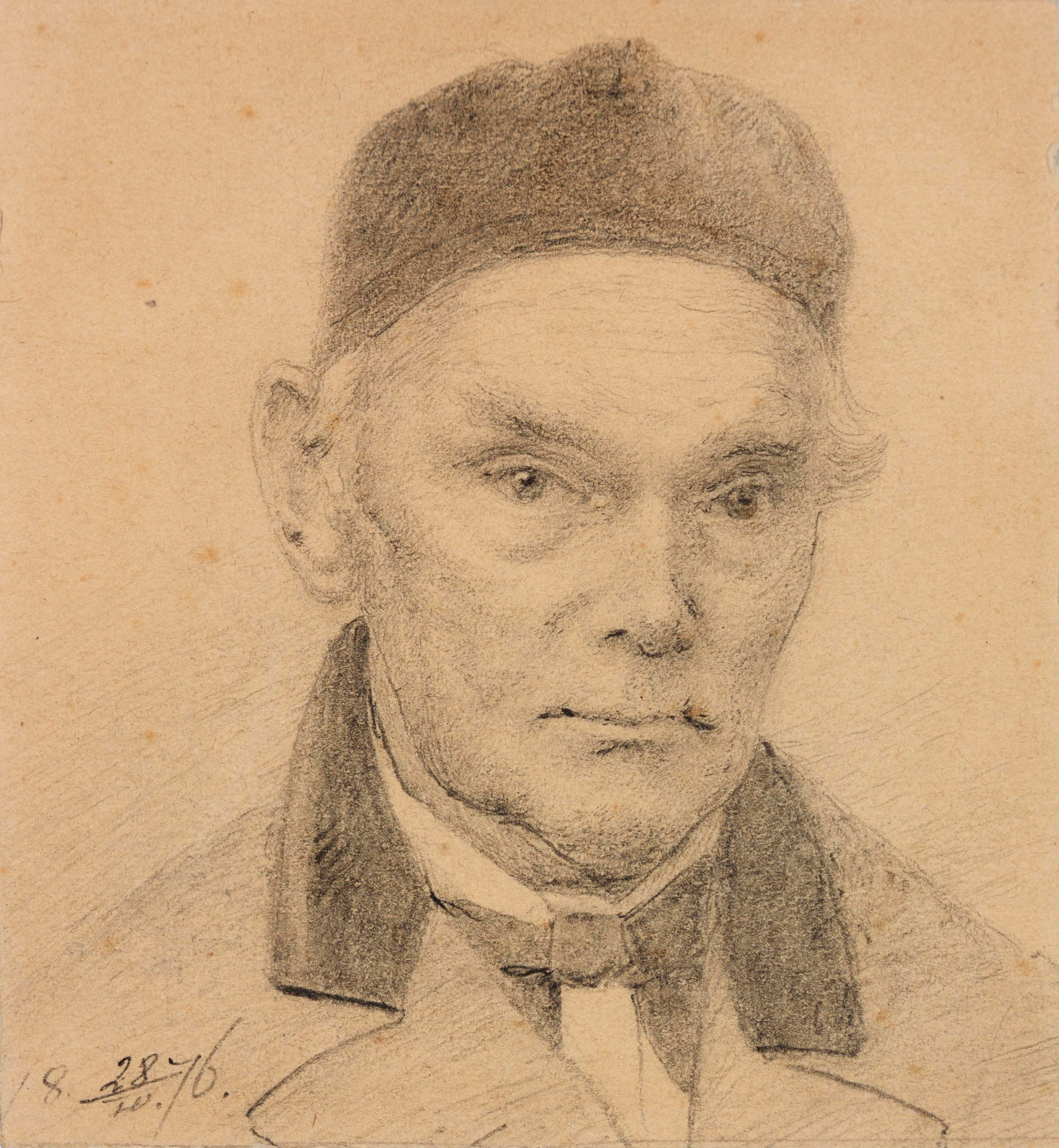
Woldemar Friedrich Krüger (1876)

Woldemar Friedrich Krüger (* 21. Dezember 1807jul. / 2. Januar 1808greg. in Kaave; † 24. Dezember 1893jul. / 5. Januar 1894greg. in Zarskoje Selo) war ein deutschbaltischer Maler und Lithograf estnischer Abstammung.

## Leben
Woldemar Friedrich Krüger wurde in Kaave (deutsch Kawa) im damaligen Kirchspiel Laiuse (Lais) geboren. Sein Vater Tenno Krüger war Speicherwächter. Im Alter von acht Jahren zog der junge Krüger ins livländische Tartu (Dorpat). Gemeinsam mit Karl Eduard von Liphart (1808–1891) genoss er eine Erziehung auf dem nahen Gut der adligen Familie von Liphart in Raadi (Ratshof). In Tartu besuchte Krüger die Elementarschule und von 1824 bis 1827 das Gymnasium. Ersten Kunstunterricht erhielt er von August Philipp Klara (1790–1850) und August Matthias Hagen (1794–1878).
Ab 1827 studierte Krüger Philosophie an der Kaiserlichen Universität Dorpat. Daneben war er Schüler des Malers Karl August Senff. Von 1830 bis 1834 bildete sich Krüger im Ausland künstlerisch fort, vor allem in München und Italien. Anschließend kehrte er nach Livland zurück. In Tartu gründete er 1835 eine lithografische Anstalt, die er 1839 an Georg Friedrich Schlater (1804–1870) verkaufen musste.
Krüger unterrichtete Zeichnen an verschiedenen Schulen in Tartu. 1845 ernannte ihn die Akademie der Künste in der russischen Hauptstadt Sankt Petersburg zum freien Künstler. 1857 wurde Krüger Mitglied der Akademie.
1847 unternahm Krüger eine Studienreise nach Belgien und Holland. Von 1856 bis 1891 war er als Zeichenlehrer an der Universität Tartu beschäftigt. Als Nachfolger August Matthias Hagens leitete Krüger die Zeichenschule der Universität.

## Werk
Bekannt wurde Krüger als Illustrator zahlreicher wissenschaftlicher Werke. Er schuf mehrere Porträts von Tartuer Professoren und Studenten. Berühmt sind auch seine Ansichten der Stadt Tartu, die er mit Liebe zu Realismus und Detailtreue in Aquatinta ausführte. Krüger widmete sich außerdem der Landschaftsmalerei. Sein Stil ist dem Realismus des Biedermeier zuzurechnen. Krüger betreute und restaurierte darüber hinaus die wertvollen Kunstsammlungen seines Freundes Karl Eduard von Liphart.

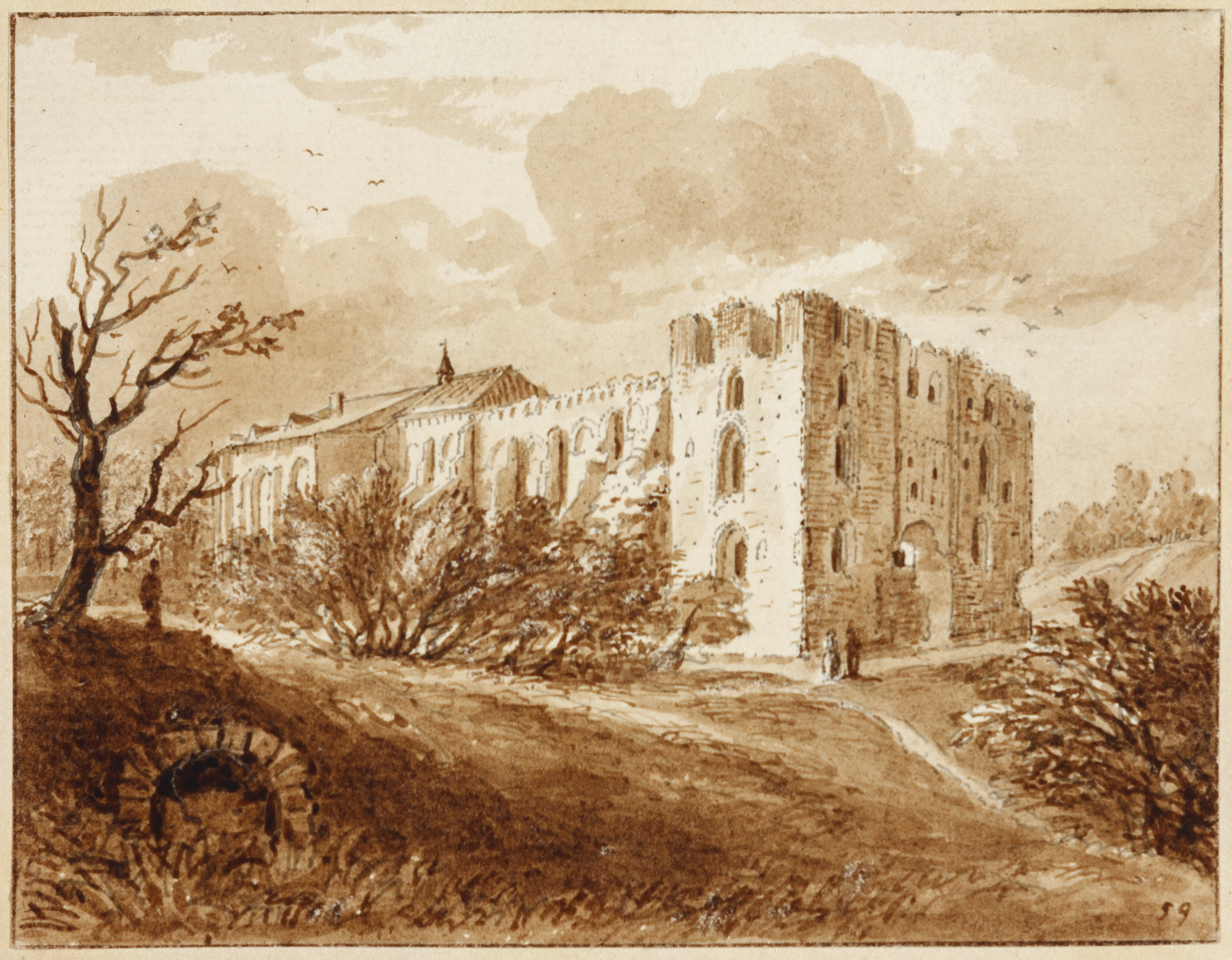
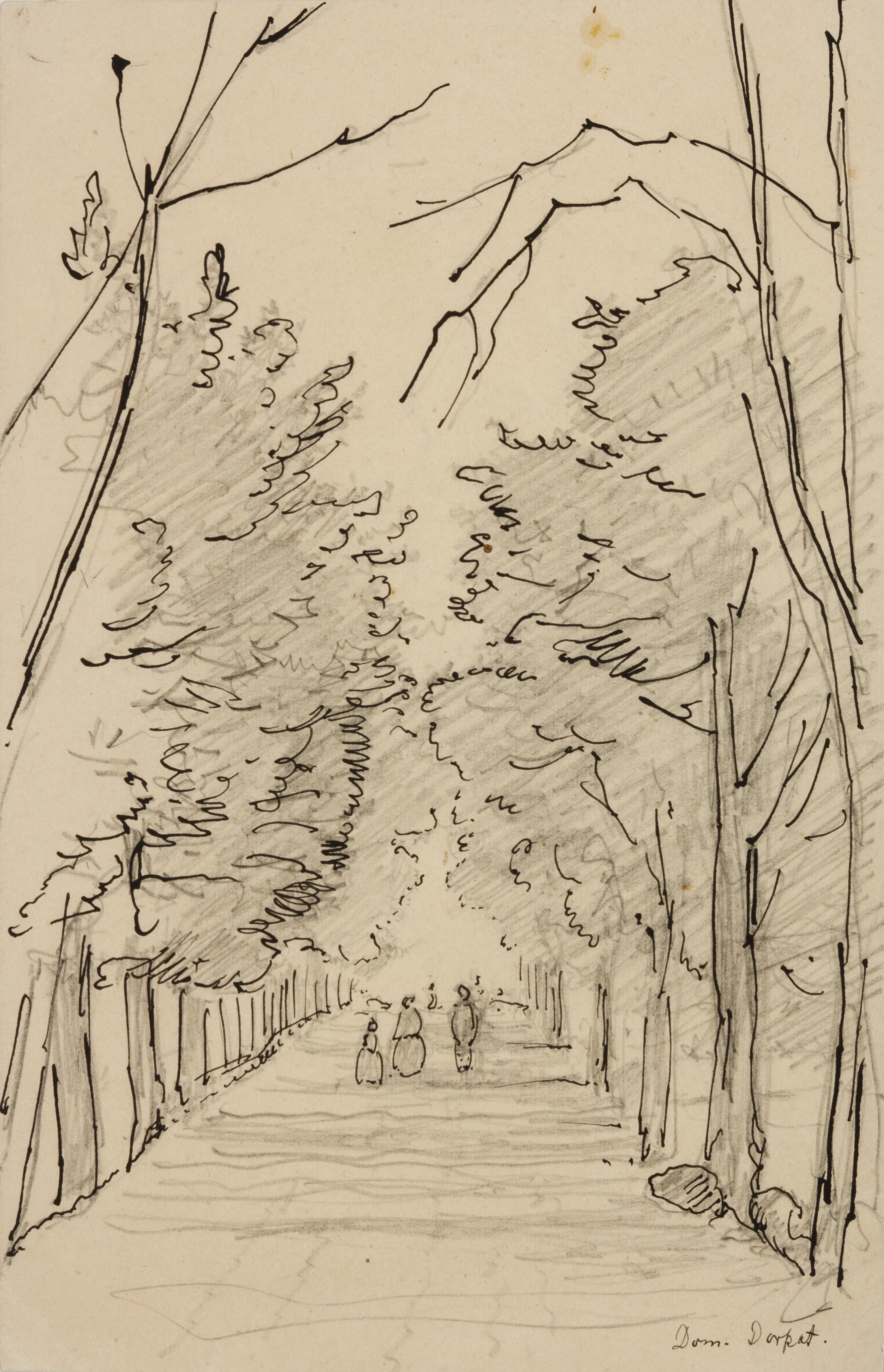
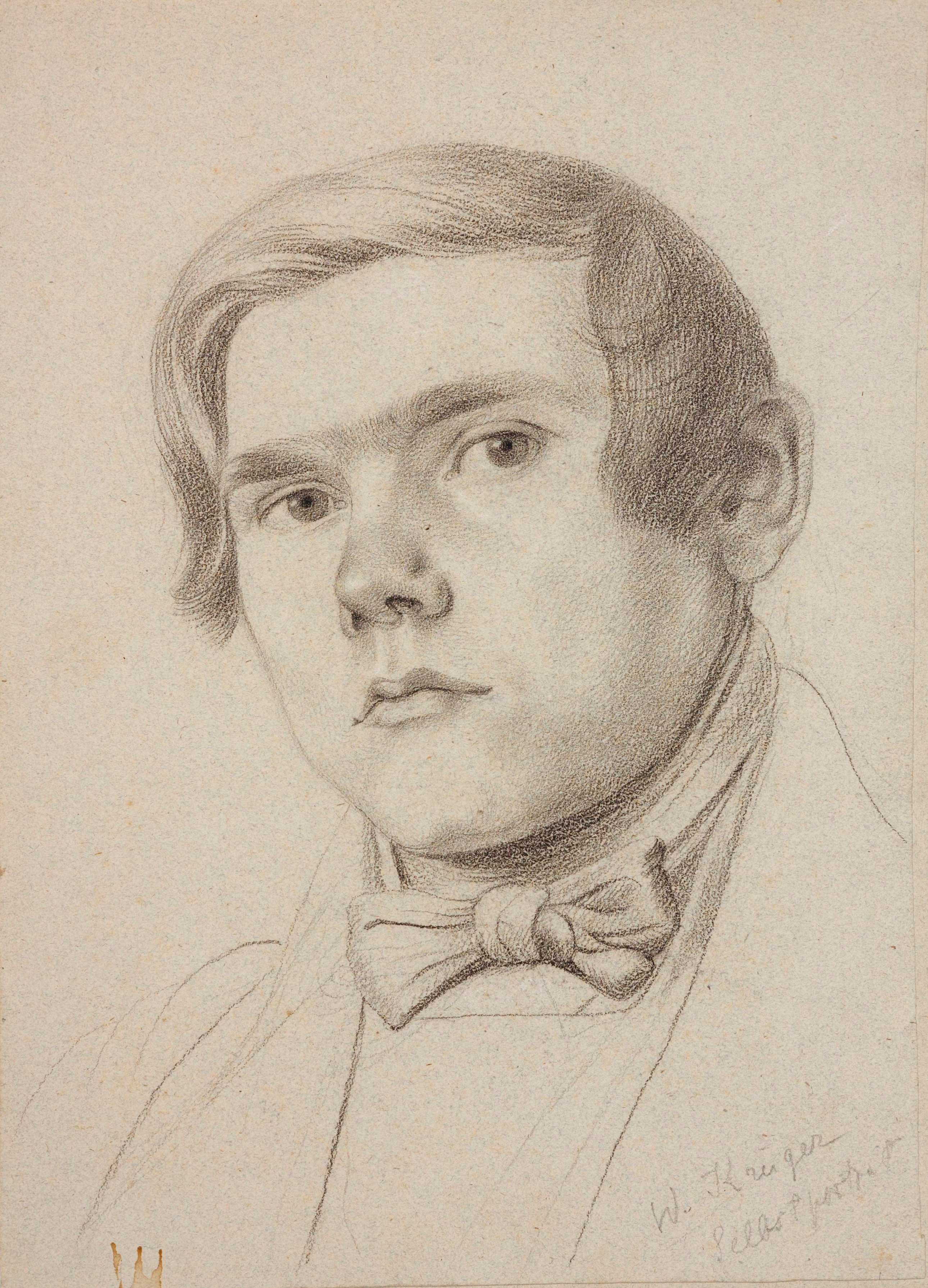